# Финадж
Финадж (англ. Finuge; ирл. Fionnúig) — деревня в Ирландии, находится в графстве Керри (провинция Манстер).